# Cagney & Lacey
Cagney & Lacey ist eine US-amerikanische Fernsehserie, die vom 8. Oktober 1981 bis zum 16. Mai 1988 von CBS im amerikanischen Fernsehen ausgestrahlt wurde. Sie umfasst sieben Staffeln mit insgesamt 126 Folgen und vier Spielfilme. Erzählt wird die Geschichte zweier Polizeibeamtinnen vom 14. Revier in New York City. Die sehr unterschiedlichen Frauen werden verkörpert von Meg Foster bzw. Sharon Gless in der Rolle der Christine Cagney und Tyne Daly in der Rolle der Mary Beth Lacey.
Christine Cagney ist eine selbstbewusste und karriereorientierte alleinstehende Frau, während Mary Beth Lacey eine glückliche Ehe führt und nicht allein ihren Beruf als Mittelpunkt ihres Lebens ansieht. Oft fühlt sie sich hin- und hergerissen zwischen Familie und Beruf. Die beiden Frauen verbindet eine Freundschaft, auch wenn sie immer mal wieder aneinandergeraten. Damit ist die Serie die Erste, die als weiblicher Buddy-Film gedeutet werden kann. Sie gilt als eine der ersten Fernsehserien, in der Frauen nicht nur als schmückendes Beiwerk dienten, da sie als gleichberechtigte, erfolgreiche Frauen in einem männlich dominierten Arbeitsumfeld porträtiert sind. Wie ihre männlichen Kollegen haben sie ihre Aufgaben zu bewältigen und nebenher noch mit ganz normalen Alltagsproblemen zu kämpfen.
Die Serie wurde mehrfach ausgezeichnet.

## Handlung

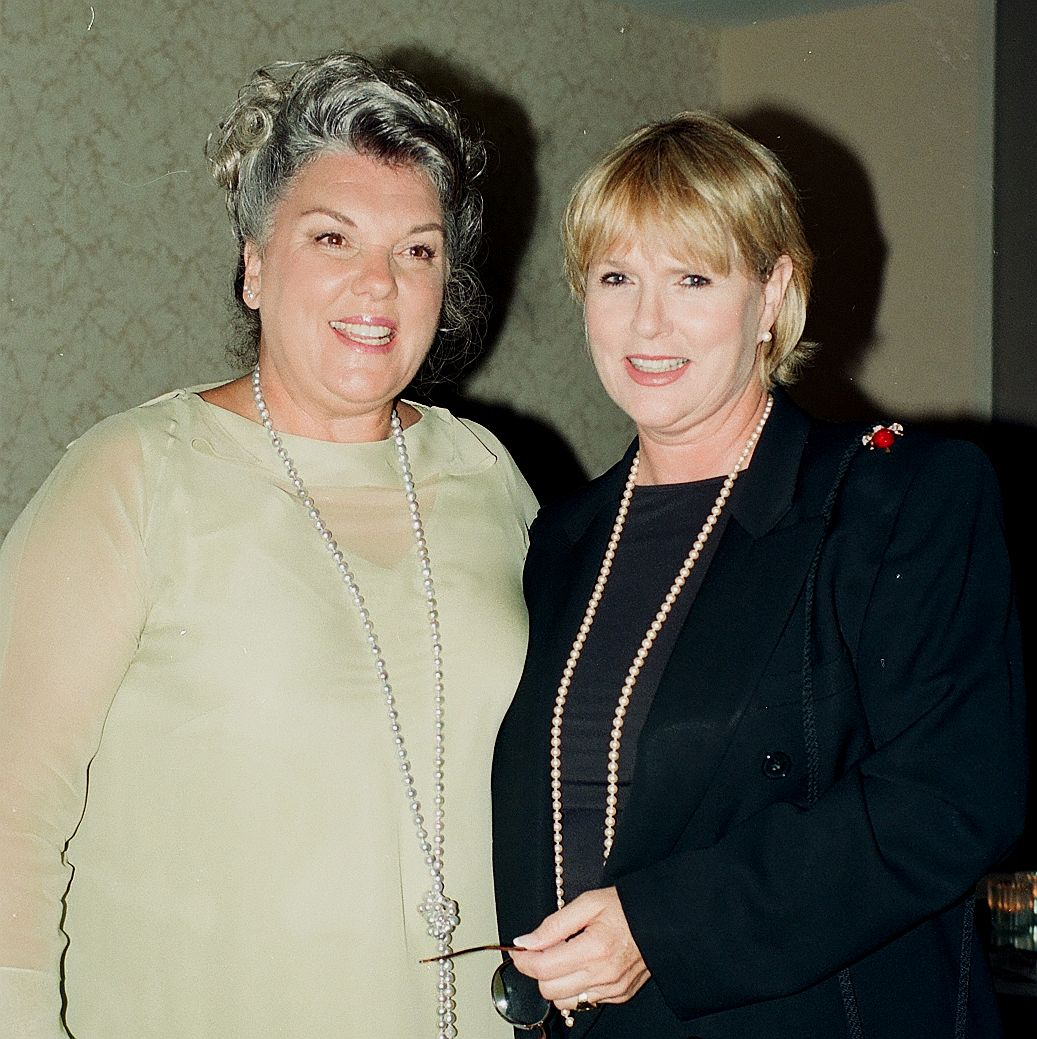
Tyne Daly (Mary Beth Lacey) und Sharon Gless (Christine Cagney), v. l., 1999

Dargestellt werden Christine Cagney und Mary Beth Lacey, zwei Polizeibeamtinnen vom 14. Revier in New York City, in ihrem beruflichen Alltag. Gezeigt werden die beiden sehr unterschiedlichen Frauen bei ihrem täglichen Einsatz, der teils aus Routinearbeiten besteht, aber auch immer wieder brisante Fälle wie Vergewaltigung, Prostitution, Drogenhandel oder Kindesmissbrauch beinhaltet, die ihre ganze Einsatzbereitschaft fordern.
Thematisiert wird auch die Freundschaft der beiden Frauen sowie ihr familiärer Hintergrund. Christine Cagney ist Single mit wechselnden Beziehungen, während Mary Beth Lacey seit vielen Jahren verheiratet und mehrfache Mutter ist.

## Hintergrund

### Produktion
Der Serie ging der 1981 produzierte Fernsehfilm Cagney & Lacey voraus, in dem die Rolle der Christine Cagney noch von Loretta Swit gespielt wurde. Als die Serie dann in Produktion ging, übernahm Meg Foster den Part, da Swit wegen langfristiger Verpflichtungen in der Antikriegssatire M*A*S*H nicht zur Verfügung stand. Nach nur zwei Folgen wurde die Serie abgesetzt. Den Sender störte, neben den niedrigen Quoten, vor allem die Darstellung der Christine Cagney, die zu karriereorientiert erschien und nicht der traditionellen Auffassung von Weiblichkeit entsprach. Neben der eher robusten Mary Beth Lacey, die von Tyne Daly bereits im Pilotfilm verkörpert worden war, wurde als Gegenpart eine femininere Frauenfigur gewünscht. Die Rolle der Christine Cagney wurde deshalb nach den sechs mit Foster gedrehten Episoden erneut umbesetzt, man verpflichtete Sharon Gless. Mit Beginn der zweiten Staffel änderte man darüber hinaus den Vorspann und die Titelmusik. Statt „Ain't that the Way“ von Michael Stull hört man nun eine rein instrumentale Musik von Bill Conti. Außerdem überarbeitete man auch die Kulisse des 14. Reviers.
1983 wurde die Serie vom US-Sender CBS wegen zu geringer Einschaltquoten erneut abgesetzt, doch Fans der Serie versuchten sie durch Briefkampagnen und Proteste in den Printmedien zu retten. Schließlich überzeugten die ansteigenden Quoten der Wiederholungen die Verantwortlichen, doch neue Staffeln produzieren zu lassen. Durch die Verzögerung konnten im dritten Jahr allerdings nur sieben Folgen gedreht werden. Nach dem Ende der Serie 1988 wurden 1994 noch vier Fernsehfilme gedreht. Lediglich im ersten Film sind neben Christine Cagney, Mary Beth und Harvey Lacey einige ihrer alten Kollegen zu sehen.
Die Serie wurde in Los Angeles und New York gedreht.

### Ausstrahlung in Deutschland
Ab dem 27. August 1987 strahlte Sat.1 die Serie erstmals aus. Im wöchentlichen Rhythmus zeigte der Sender 39 Episoden der Staffeln zwei bis vier. Die letzte Episode (56, Die Zeugin) wurde am 9. Juni 1988 gezeigt.
Zwischen dem 8. September 1988 und dem 15. Juni 1989 folgten, wiederum einmal pro Woche, weitere 40 Episoden aus den Staffeln fünf bis sieben. Ab Oktober 1989 wurden weitere elf Episoden der letzten Staffel gesendet; 29 Folgen warteten damit noch auf ihre deutsche Erstausstrahlung.
Im September 1990 wurden an einem Abend die letzten beiden Folgen (FBI schaltet sich ein) erstmals gezeigt. Ab 1991 folgten 16 bis dahin noch nicht gezeigte Episoden. Die noch fehlenden 11 Folgen – hauptsächlich aus der 5. Staffel – erlebten dann erst ab August 1995 ihre deutsche Fernsehpremiere. Diese Episoden waren bereits vor dem Tod von Edgar Ott 1993 synchronisiert worden, sodass er auch hier als deutsche Stimme von Lt. Samuels zu hören ist. Sat.1 hatte damit bis Oktober 1995 alle Episoden mit Sharon Gless gezeigt; nur die sechs Folgen mit Meg Foster fehlten weiterhin.
Mary Beth Lacey wurde in den ersten 39 Episoden (1987/88) von Traudel Haas gesprochen, in allen weiteren Folgen von Susanna Bonasewicz. Die von Sharon Gless gespielte Christine Cagney wurde durchgängig von Alexandra Lange synchronisiert.
Das ZDF strahlte 1996 die ersten beiden Fernsehfilme aus. Die beiden anderen folgten im folgenden Jahr bei VOX in umgekehrter Reihenfolge. Cagney und Lacey wurden wieder von Alexandra Lange und Susanna Bonasewicz gesprochen.
Ab Juli 2010 strahlte der österreichische Sender Puls 4 erstmals eine deutsche Fassung der sechs Folgen mit Meg Foster aus. 2012 folgte die Premiere in Deutschland bei sixx. Traudel Haas war wieder als Mary Beth Lacey zu hören und Roland Hemmo ersetzte den verstorbenen Edgar Ott. Für Meg Fosters Christine Cagney wurde Heidrun Bartholomäus verpflichtet. Alle weiteren Sprecher stimmen mit der Sat.1-Bearbeitung überein. Diese Folgen waren mindestens 10 Jahre vor ihrer Ausstrahlung synchronisiert worden, da der im März 2000 verstorbene Hermann Ebeling auch hier als Det. La Guardia zu hören ist.
ONE zeigte die Serie im Herbst 2020 erstmals in einer HD-Neuabtastung, die teilweise vom originalen 4:3-Format auf 16:9 beschnitten wurde. Außerdem bot man erstmals im deutschen Fernsehen auch den Originalton an.

## Darsteller

### Hauptdarsteller
| Rollenname                     | Schauspieler     | Staffel                            | Synchronsprecher               |
| ------------------------------ | ---------------- | ---------------------------------- | ------------------------------ |
| Det./Sgt./Lt. Christine Cagney | Loretta Swit     | Pilotfilm                          | [ A 1 ]                        |
| Det./Sgt./Lt. Christine Cagney | Meg Foster       | Staffel 1                          | Heidrun Bartholomäus           |
| Det./Sgt./Lt. Christine Cagney | Sharon Gless     | Staffel 2–7, Filme                 | Alexandra Lange                |
| Det. Mary Beth Lacey           | Tyne Daly        | Pilotfilm, Staffel 1–7, Filme      | Traudel Haas (1. Stimme)       |
| Det. Mary Beth Lacey           | Tyne Daly        | Pilotfilm, Staffel 1–7, Filme      | Susanna Bonasewicz (2. Stimme) |
| Lt. Albert Samuels             | Al Waxman        | Pilotfilm, Staffel 1–7, 1. Film    | Roland Hemmo (Staffel 1)       |
| Lt. Albert Samuels             | Al Waxman        | Pilotfilm, Staffel 1–7, 1. Film    | Edgar Ott (Staffel 2–7)        |
| Lt. Albert Samuels             | Al Waxman        | Pilotfilm, Staffel 1–7, 1. Film    | Jochen Schröder (1. Film)      |
| Det./Sgt. Marcus Petrie        | Carl Lumbly      | Staffel 1–7 (bis Ep. 107), 1. Film | Hans-Jürgen Wolf               |
| Det. Victor Isbecki            | Jefferson Mappin | Pilotfilm                          | [ A 1 ]                        |
| Det. Victor Isbecki            | Martin Kove      | Staffel 1–7, 1. Film               | Thomas Petruo                  |
| Det. Paul La Guardia           | Sidney Clute     | Staffel 1–4                        | Hermann Ebeling                |
| Harvey Lacey                   | Ronald Hunter    | Pilotfilm                          | [ A 1 ]                        |
| Harvey Lacey                   | John Karlen      | Staffel 1–7, Filme                 | Jürgen Kluckert                |
| Sgt. Ronald Coleman            | Harvey Atkin     | Pilotfilm, Staffel 1–7, 1. Film    | Karl Schulz                    |
| Sgt. Dory McKenna              | Barry Primus     | Staffel 4 (Ep. 16, 17, 40–56)      | Joachim Kemmer                 |
| Det. Jonah Newman              | Dan Shor         | Staffel 5 (Ep. 62–82)              | Joachim Tennstedt              |
| Det. Manny Esposito            | Robert Hegyes    | Staffel 6–7 (Ep. 85–126), Film 1   | Stefan Gossler                 |

### Nebendarsteller
| Rollenname                 | Schauspieler              | Synchronsprecher                       |
| -------------------------- | ------------------------- | -------------------------------------- |
| Charles F. Cagney          | Dick O’Neill              | Karl-Maria Steffens (einmal Staffel 1) |
| Charles F. Cagney          | Dick O’Neill              | Hans Nitschke (Staffel 2–6)            |
| Harvey Lacey jun.          | Jamie Dick (Pilotfilm)    | [ A 1 ]                                |
| Harvey Lacey jun.          | Tony La Torre             | Carlo Beddies (1. Stimme)              |
| Michael Lacey              | Evan Routband (Pilotfilm) | [ A 1 ]                                |
| Michael Lacey              | Troy Slaten               |                                        |
| Michael Lacey              | Kenny Johnston (1. Film)  |                                        |
| Alice Lacey                | Dana und Paige Bardolph   |                                        |
| Alice Lacey                | Michelle Sepe             |                                        |
| Alice Lacey                | Molly Orr (Filme)         | Anna Predleus (1. und 2. Film)         |
| Det. Al Corassa            | Paul Mantee               | Manfred Petersen                       |
| Deputy Inspector Marquette | Jason Bernard             | Harald Dietl                           |
| Deputy Inspector Marquette | Jason Bernard             | Christian Rode                         |
| Deputy Inspector Knelman   | Michael Fairman           | Gerd Holtenau                          |
| Staatsanwalt Todd Feldberg | David Paymer              | Joachim Pukaß (Staffel 4–7)            |
| Staatsanwalt Todd Feldberg | David Paymer              | Michael Nowka (einmal Staffel 4)       |
| Lt. Jim Thornton           | James Stephens            | Hubertus Bengsch                       |
| David Keeler               | Stephen Macht             | Uwe Paulsen                            |
| Tony Stantinopolis         | Barry Sattels             | Norbert Langer                         |
| Nick Amatucci              | Carl Weintraub            | Detlef Bierstedt                       |
| Brian Cagney               | David Ackroyd             | Reinhard Kuhnert                       |
| Bridget Cagney             | Amanda Wyss               | Maud Ackermann                         |
| Donna LaMarr               | Carole Cook               | Inken Sommer                           |
| Albert Grand               | Ferdy Mayne               | Joachim Nottke                         |
| Bruce Mansfield            | John Harkins              | Wolf Rüdiger Reutermann                |
| Cpt. Jack Hennessey        | Edward Winter             | Christian Rode                         |
| Det. Mick Solomon          | Stanley Kamel             | Uwe Paulsen (Staffel 1)                |
| Det. Mick Solomon          | Stanley Kamel             | Rüdiger Joswig (Staffel 6)             |
| Det. Mick Solomon          | Stanley Kamel             | Till Hagen (Staffel 7)                 |
| Martin Zibiski             | Richard Bradford          | Michael Chevalier                      |
| Det. Dupnik                | Dan Lauria                | Hans-Werner Bussinger                  |
| Claudia Petry              | Vonetta McGee             | Sabine Jaeger                          |
| Claudia Petry              | Jonelle Allen             | Sabine Jaeger                          |
| Claudia Petry              | Suzanne Stone             | Sabine Jaeger                          |
| Lynne Sutter               | Janet MacLachlan          | Almut Eggert (Staffel 2–6)             |
| Lynne Sutter               | Janet MacLachlan          | Evelyn Maron (einmal Staffel 2)        |
| Bon Bon LeChocolat         | Amy Van Nostrand          | Philine Peters-Arnolds                 |

Anmerkungen:
1. 1 2 3 4 5  Der Pilotfilm wurde bisher nicht synchronisiert.
2. ↑  Sidney Clute wurde auch nach seinem Tod bis zum Ende der Serie zum Andenken im Vorspann genannt. Er tritt letztmals in Episode 58 Auf bewährte Weise am Ende der vierten Staffel auf.
3. ↑  In den erst 1995 ausgestrahlten Folgen wird Harvey Jr. nicht mehr von Carlo Beddies gesprochen.

## DVD-Veröffentlichungen

### Serie
2007 erschien die zweite Staffel unter dem Titel Die erste Season mit Sharon Gless & Tyne Daly in einer fünf DVDs umfassenden Box bei MGM.
2017 begann Koch Media mit der Veröffentlichung neuer DVD Boxen. Die zweite Staffel erschien als Volume 1 am 24. August 2017. Zusätzlich zu der bereits von MGM veröffentlichten Dokumentation „TV-Gesetze brechen“ beinhaltet das Set Interviews mit den Schauspielern und Produzenten. Zeitgleich wurde auch die zweite Box (Volume 2) auf den Markt gebracht, die die erste (mit Meg Foster) und dritte sehr kurze Staffel der Serie sowie erstmals den deutsch untertitelte Pilotfilm mit Loretta Swit beinhaltet. Es folgten bis 2018 alle weiteren Staffeln in den Boxen Volume 3 bis Volume 6. Die Serie wurde im Originalformat (4:3) veröffentlicht und ist sowohl in der deutschen Synchronfassung als auch im englischsprachigen Original verfügbar.

### Fernsehfilme
Am 9. März 2012 erschienen zunächst die ersten drei Fernsehfilme auf Einzel-DVDs. Am 12. August 2012 folgte ebenfalls bei JustBridge Germany eine Box mit allen vier Fernsehfilmen. Der vierte Film (Und nichts als die Wahrheit…) ist bisher nicht einzeln erhältlich. Die Serie liegt im ursprünglichen 4:3-Format, im englischsprachigen Original und der deutschen Synchronfassung vor.

### Gesamtboxen
Neben diversen Veröffentlichungen in Einzelboxen wurde 2012 in den USA bei Visual Entertainment eine Box mit 32 DVDs veröffentlicht, die sämtliche Episoden mit Sharon Gless enthält. Gleichzeitig erschien eine Zusammenstellung mit 36 Discs, die zusätzlich die Episoden mit Meg Foster, die Fernsehfilme und den Pilotfilm mit Loretta Swit enthält.
2019 erschien bei Koch Media eine deutsche Gesamtbox, die inhaltlich den Einzelboxen von Koch entspricht, mit allen Episoden der Serie auf 34 DVDs, jedoch ohne die Filme.

## Episodenliste

### Erste Staffel
| Folge # | Deutscher Titel      | Originaltitel                                           | Erstausstrahlung (USA) | Erstausstrahlung (D), (A)   | Drehbuch                                                       | Regie                |
| ------- | -------------------- | ------------------------------------------------------- | ---------------------- | --------------------------- | -------------------------------------------------------------- | -------------------- |
| 001     |                      | Cagney & Lacey                                          | 8. Okt. 1981           |                             | Barbara Avedon; Idee: Barbara Corday                           | Ted Post             |
| 002     | Das 14. Revier       | Bang, Bang, You’re Dead (You Call These Plain Clothes?) | 25. März 1982          | 1. Okt. 2012 28. Juli 2010  | Barbara Avedon and Barbara Corday; Adaption: Barney Rosenzweig | Georg Stanford Brown |
| 003     | Vater Charlie        | Pop Used to Work Chinatown                              | 1. Apr. 1982           | 2. Okt. 2012 29. Juli 2010  | Brian McKay                                                    | Georg Stanford Brown |
| 004     | Menschenhandel       | Beyond the Golden Door                                  | 8. Apr. 1982           | 4. Okt. 2012 30. Juli 2010  | Marshall Goldberg                                              | Reza Badiyi          |
| 005     | Straßenszene         | Street Scene                                            | 15. Apr. 1982          | 5. Okt. 2012 3. August 2010 | Claudia Adams                                                  | Ray Danton           |
| 006     | Aussage einer Mutter | Suffer the Children                                     | 25. Apr. 1982          | 8. Okt. 2012 2. August 2010 | Paul Ehrmann                                                   | Ray Danton           |
| 007     | Unter Polizeischutz  | Better Than Equal                                       | 29. Apr. 1982          | 9. Okt. 2012 4. August 2010 | Bud Freeman                                                    | Ray Danton           |

### Zweite Staffel
| Folge # | Deutscher Titel              | Originaltitel                        | Erstausstrahlung (USA) | Erstausstrahlung (D) | Drehbuch                                                                                                | Regie                 |
| ------- | ---------------------------- | ------------------------------------ | ---------------------- | -------------------- | --- | --------------------- |
| 008     | Auf gute Zusammenarbeit      | Witness to An Incident               | 25. Okt. 1982          | 27. Aug. 1987        | Paul L. Ehrmann and April Smith & Robert Crais & Jeffrey Lane & Frank Abatemarco; Idee: Paul L. Ehrmann | Alexander Singer      |
| 009     | Einer von uns                | One of Our Own                       | 1. Nov. 1982           | 3. Dez. 1987         | Robert Crais and April Smith                                                                            | Reza Badiyi           |
| 010     | Gangster im Schönheitssalon  | Beauty Burglars                      | 8. Nov. 1982           | 10. Sep. 1987        | Robert Crais and April Smith; Idee: Patt Shea and Robert K. Weiss                                       | Ray Danton            |
| 011     | In panischer Angst           | High Steel                           | 15. Nov. 1982          | 28. Jan. 1991        | Rogers Turrentine                                                                                       | Reza Badiyi           |
| 012     | Gefährlicher Anschluß        | Hot Line                             | 22. Nov. 1982          | 19. Nov. 1987        | Frank Abatemarco                                                                                        | Leo Penn              |
| 013     | Alle unter Verdacht          | Internal Affairs                     | 29. Nov. 1982          | 17. Sep. 1987        | Aubrey Solomon and Steven Greenburg; Idee: Joanne Pagliaro                                              | Alexander Singer      |
| 014     | Betrug der einsamen Herzen   | Mr. Lonelyhearts                     | 6. Dez. 1982           | 11. Feb. 1991        | Jeffrey Lane                                                                                            | James Sheldon         |
| 015     | Im Irrtum                    | Conduct unbecoming                   | 13. Dez. 1982          | 24. Sep. 1987        | Rogers Turrentine                                                                                       | Alexander Singer      |
| 016     | Der Weihnachtsabend          | I’ll Be Home for Christmas           | 20. Dez. 1982          | 17. Dez. 1987        | Robert Crais                                                                                            | Burt Brinckerhoff     |
| 017     | Auch das ist Verbrechen      | Recreational Use                     | 27. Dez. 1982          | 1. Okt. 1987         | April Smith                                                                                             | Alexander Singer      |
| 018     | Jerris Fahrrad               | Hopes and Dreams                     | 10. Jan. 1983          | 8. Okt. 1987         | Frank Abatemarco                                                                                        | Peter Levin           |
| 019     | Der Meisterdieb              | The Grandest Jewel Thief of Them All | 17. Jan. 1983          | 26. Nov. 1987        | Michael Piller                                                                                          | Victor Lobl           |
| 020     | Die Neue                     | Affirmative Action                   | 24. Jan. 1983          | 15. Okt. 1987        | Jeffrey Lane                                                                                            | Peter Levin           |
| 021     | Ein glasklarer Fall          | Open and Shut Case                   | 31. Jan. 1983          | 1. Apr. 1987         | Terry Louise Fisher and Steve Brown                                                                     | Nicholas Sgarro       |
| 022     | Wer war „Queen Mary“?        | Jane Doe #37                         | 14. Feb. 1983          | 22. Okt. 1987        | Peter Lefcourt                                                                                          | Stan Lathan           |
| 023     | Provokation                  | Date Rape                            | 21. Feb. 1983          | 15. Apr. 1987        | Steve Brown; Idee: Terry Louise Fisher and Steve Brown                                                  | John Tiffin Patterson |
| 024     | Eine Krise                   | Burn Out                             | 7. März 1983           | 29. Okt. 1987        | Del Reisman and Chelsea Nickerson                                                                       | Don Weis              |
| 025     | Zwei, die es erwischt        | Chop Shop                            | 14. März 1983          | 5. Nov. 1987         | Kevin Rodney Sullivan                                                                                   | Bill Duke             |
| 026     | Diplomatischer Kompromiß     | Let Them Eat Pretzels                | 21. März 1983          | 6. Mai 1991          | Peter Lefcourt                                                                                          | Harry Harris          |
| 027     | Das kann jedem passieren     | The Gang’s All Here                  | 28. März 1983          | 12. Nov. 1987        | Lee Sheldon                                                                                             | Christian I. Nyby II  |
| 028     | Täter aus den eigenen Reihen | A Cry for Help                       | 2. Mai 1983            | 10. Dez. 1987        | Terry Louise Fisher and Chris Abbott                                                                    | Barbara Peters        |
| 029     | Der Informant                | The Informant                        | 9. Mai 1983            | 3. Juni 1991         | Larry Konner and Ronnie Wenker-Konner                                                                   | Michael Vejar         |

### Dritte Staffel
| Folge # | Deutscher Titel       | Originaltitel     | Erstausstrahlung (USA) | Erstausstrahlung (D) | Drehbuch            | Regie                 |
| ------- | --------------------- | ----------------- | ---------------------- | -------------------- | ------------------- | --------------------- |
| 030     | Grüne Witwen          | Matinee           | 19. März 1984          | 1. Juli 1991         | Chris Abbott        | Karen Arthur          |
| 031     | Das 12. Opfer         | A Killer’s Dozen  | 26. März 1984          | 7. Jan. 1988         | Peter Lefcourt      | John Tiffin Patterson |
| 032     | Verbrechen ohne Opfer | Victimless Crime  | 16. Apr. 1984          | 14. Jan. 1988        | Peter Lefcourt      | James Frawley         |
| 033     | Der Kopfgeldjäger     | The Bounty Hunter | 23. Apr. 1984          | 21. Jan. 1988        | Steve Brown         | Bill Duke             |
| 034     | Babyhandel            | Baby Broker       | 30. Apr. 1984          | 28. Jan. 1988        | Terry Louise Fisher | John Tiffin Patterson |
| 035     | Im Alleingang         | Partners          | 7. Mai 1984            | 4. Feb. 1988         | Patricia Green      | Joel Oliansky         |
| 036     | Cagney’s Entscheidung | Choices           | 14. Mai 1984           | 11. Feb. 1988        | Terry Louise Fisher | Karen Arthur          |

### Vierte Staffel
| Folge # | Deutscher Titel               | Originaltitel          | Erstausstrahlung (USA) | Erstausstrahlung (D) | Drehbuch                                                                                 | Regie                 |
| ------- | ----------------------------- | ---------------------- | ---------------------- | -------------------- | ---------------------------------------------------------------------------------------- | --------------------- |
| 037     | Der Babysitter                | Child Witness          | 15. Okt. 1984          | 26. Aug. 1991        | Deborah Arakelian                                                                        | Karen Arthur          |
| 038     | In glühender Hitze            | Heat                   | 22. Okt. 1984          | 18. Feb. 1988        | Leo E. Arthur                                                                            | Karen Arthur          |
| 039     | Ungehorsam                    | Insubordination        | 29. Okt. 1984          | 25. Feb. 1988        | Peter Lefcourt                                                                           | John Tiffin Patterson |
| 040     | Vergeltung per Telefon        | Old Debts              | 5. Nov. 1984           | 3. März 1988         | Judy Merl and Paul Eric Myers                                                            | John Tiffin Patterson |
| 041     | Väter und Töchter             | Fathers and Daughters  | 12. Nov. 1984          | 23. Sep. 1991        | Steve Brown                                                                              | Karen Arthur          |
| 042     | Der Vertrauensbruch           | Taxicab Murders        | 19. Nov. 1984          | 10. März 1988        | Ronni Wenker-Konner                                                                      | Karen Arthur          |
| 043     | Das außergewöhnliche Ereignis | Unusual Occurrence     | 26. Nov. 1984          | 17. März 1988        | Georgia Jeffries                                                                         | Alexander Singer      |
| 044     | Endlich wieder Montag         | Thank God It’s Monday  | 3. Dez. 1984           | 24. März 1988        | Peter Lefcourt                                                                           | Victor Lobl           |
| 045     | Mißtrauen und Verrat          | Hooked                 | 10. Dez. 1984          | 31. März 1988        | Patricia Green                                                                           | Karen Arthur          |
| 046     | Mary und Mary                 | Lady Luck              | 17. Dez. 1984          | 7. Apr. 1988         | Lisa Seidman                                                                             | Gabrielle Beaumont    |
| 047     | Unsicheres Spiel              | Out of Control         | 31. Dez. 1984          | 14. Apr. 1988        | Judy Merl and Paul Eric Myers                                                            | Karen Arthur          |
| 048     | Traum und Wirklichkeit        | American Dream         | 7. Jan. 1985           | 21. Apr. 1988        | Harvey Brenner; Idee: Steve Brown and Harvey Brenner                                     | Sharron Miller        |
| 049     | Und dennoch glücklich         | Happily Ever After     | 14. Jan. 1985          | 28. Apr. 1988        | Terry Louise Fisher                                                                      | Alexander Singer      |
| 050     | Schlechte Spielregeln         | Rules of the Game      | 28. Jan. 1985          | 5. Mai 1988          | Georgia Jeffries                                                                         | Sharron Miller        |
| 051     | Streß                         | Stress                 | 4. Feb. 1985           | 12. Mai 1988         | Debra Frank and Scott Rubenstein                                                         | Alexander Singer      |
| 052     | Was heißt hier fair – Teil 1  | Who Says It’s Fair (1) | 11. Feb. 1985          | 19. Mai 1988         | Patricia Green; Idee: Barbara Avedon & Barbara Corday & Claudia Adams and Patricia Green | Ray Danton            |
| 053     | Was heißt hier fair – Teil 2  | Who Says It’s Fair (2) | 18. Feb. 1985          | 26. Mai 1988         | Patricia Green                                                                           | Ray Danton            |
| 054     | Laceys Entschluß              | Lost and Found         | 15. Feb. 1985          | 2. Juni 1988         | Georgia Jeffries; Idee: Georgia Jeffries and Les Carter                                  | Al Waxman             |
| 055     | Ein alter Bekannter           | Two Grand              | 4. März 1985           | 3. Jan. 1992         | Steve Johnson                                                                            | Alexander Singer      |
| 056     | Die Zeugin                    | Con Games              | 11. März 1985          | 9. Juni 1988         | Terry Louise Fisher and Steve Brown                                                      | Alexander Singer      |
| 057     | Gewalt hinter Gittern         | Violation              | 18. März 1985          | 23. Dez. 1991        | Les Carter                                                                               | Allen Baron           |
| 058     | Auf bewährte Weise            | Organized Crime        | 8. Apr. 1985           | 16. Dez. 1991        | Terry Louise Fisher and Steve Brown                                                      | Stuart Margolin       |

### Fünfte Staffel
| Folge # | Deutscher Titel                | Originaltitel            | Erstausstrahlung (USA) | Erstausstrahlung (D) | Drehbuch                                                              | Regie                |
| ------- | ------------------------------ | ------------------------ | ---------------------- | -------------------- | --------------------------------------------------------------------- | -------------------- |
| 059     | Die Ausreißerin                | On the Street            | 30. Sep. 1985          | 10. Jan. 1992        | Cynthia Darnell                                                       | Alexander Singer     |
| 060     | Mitleid mit dem Helden         | Ordinary Hero            | 7. Okt. 1985           | 27. Juli 1995        | Robert Eisele                                                         | Reza Badiyi          |
| 061     | Mit Hilfe einer Wahrsagerin    | The Psychic              | 21. Okt. 1985          | 28. Juli 1995        | Debra Frank and Scott Rubenstein                                      | Ray Danton           |
| 062     | Gefälschte Lose                | Lottery                  | 28. Okt. 1985          | 29. Juli 1995        | Steve Johnson                                                         | James Frawley        |
| 063     | Der entscheidende Fehler       | Entrapment               | 4. Nov. 1985           | 31. Juli 1995        | Kevin Rodney Sullivan                                                 | Al Waxman            |
| 064     | Anschlag auf eine Frauenklinik | The Clinic               | 11. Nov. 1985          | 1. Aug. 1995         | Judy Merl and Paul Eric Myers                                         | Alexander Singer     |
| 065     | Mütter und Söhne               | Mothers & Sons           | 25. Nov. 1985          | 2. Aug. 1995         | Frank South                                                           | Ray Danton           |
| 066     | Die schlimmere Wahrheit        | Filial Duty              | 2. Dez. 1985           | 3. Aug. 1995         | Richard Gollance                                                      | Sharron Miller       |
| 067     | Der Polizistenhasser           | Old Ghosts               | 9. Dez. 1985           | 4. Aug. 1995         | Georgia Jeffries                                                      | Georg Stanford Brown |
| 068     | Die neue Macht                 | Power                    | 16. Dez. 1985          | 8. Sep. 1988         | Patricia Green                                                        | James Frawley        |
| 069     | Alle Jahre wieder…             | Play It Again, Santa     | 23. Dez. 1985          | 24. Jan. 1992        | Deborah R. Baron                                                      | Charlotte Brown      |
| 070     | Vorwürfe                       | Rebukes                  | 6. Jan. 1986           | 15. Sep. 1988        | Judy Merl and Paul Eric Myers                                         | James Frawley        |
| 071     | Um jeden Preis                 | Act of Conscience        | 13. Jan. 1986          | 22. Sep. 1988        | Frederick Rappaport                                                   | Jan Eliasberg        |
| 072     | Der letzte Versuch             | DWI                      | 20. Jan. 1986          | 10. Aug. 1995        | Les Carter and Susan Sisko                                            | Al Waxman            |
| 073     | Im Rollstuhl                   | The Gimp                 | 27. Jan. 1986          | 29. Sep. 1988        | Chandler Fox and Cynthia Darnell                                      | Sharron Miller       |
| 074     | Alice ist da                   | Family Connections       | 10. Feb. 1986          | 6. Okt. 1988         | Georgia Jeffries                                                      | James Frawley        |
| 075     | Laceys Vater                   | Post Partum              | 17. Feb. 1986          | 15. Sep. 1988        | Liz Coe and Steve Brown                                               | Georg Stanford Brown |
| 076     | Die Auszeichnung               | The Man Who Shot Trotsky | 3. März 1986           | 20. Okt. 1988        | Peter Lefcourt and Kathryn Ford                                       | Alexander Singer     |
| 077     | Mord oder Unfall?              | Exit Stage Centre        | 10. März 1986          | 27. Okt. 1988        | Steve Johnson and Jeff Nelson                                         | James Frawley        |
| 078     | Das liebe Geld                 | Capitalism               | 7. Apr. 1986           | 20. März 1992        | Frederick Rappaport                                                   | Alexander Singer     |
| 079     | Ausflug nach L.A.              | Extradition              | 5. Mai 1986            | 3. Nov. 1988         | Bob Rosenfarb; Idee: Kathryn Ford                                     | Charles S. Dubin     |
| 080     | Ein runder Geburtstag          | A Safe Place             | 12. Mai 1986           | 10. Nov. 1988        | Georgia Jeffries                                                      | Alexander Singer     |
| 081     | Die englische Nurse            | Model Citizen            | 25. Mai 1986           | 17. Nov. 1988        | Hannah Louise Shearer and Patricia Green; Idee: Hannah Louise Shearer | Jeffrey Hayden       |
| 082     | Trauer auf dem Revier          | Parting Shots            | 26. Mai 1986           | 24. Nov. 1988        | Liz Coe                                                               | Georg Stanford Brown |

### Sechste Staffel
| Folge # | Deutscher Titel              | Originaltitel             | Erstausstrahlung (USA) | Erstausstrahlung (D) | Drehbuch                                                | Regie              |
| ------- | ---------------------------- | ------------------------- | ---------------------- | -------------------- | ------------------------------------------------------- | ------------------ |
| 083     | Mitleid mit dem Dealer       | Schedule One              | 29. Sep. 1986          | 1. Dez. 1988         | Robert Eisele                                           | Alexander Singer   |
| 084     | Verlorene Seele              | Culture Clash             | 6. Okt. 1986           | 8. Dez. 1988         | Frank South                                             | Ray Danton         |
| 085     | Platzangst                   | Sorry, Right Number       | 20. Okt. 1986          | 15. Dez. 1988        | Bill Taub                                               | Alexander Singer   |
| 086     | Inzest                       | Disenfranchised           | 27. Okt. 1986          | 22. Dez. 1988        | Daniel Freudenberger                                    | James Frawley      |
| 087     | Gespielte Rivalin            | Role Call                 | 3. Nov. 1986           | 29. Dez. 1988        | Marcey Vosburg and Sandy Sprung                         | James Frawley      |
| 088     | Einer der es wußte           | The Zealot                | 10. Nov. 1986          | 5. Jan. 1989         | Kathryn Ford                                            | Francine Parker    |
| 089     | Marathon                     | The Marathon              | 24. Nov. 1986          | 12. Jan. 1989        | Josef Anderson                                          | Ralph S. Singleton |
| 090     | Die Mutprobe                 | Rites of Passage          | 1. Dez. 1986           | 19. Jan. 1989        | Georgia Jeffries                                        | Reza Badiyi        |
| 091     | Schmuck einer Toten          | Revenge                   | 8. Dez. 1986           | 26. Jan. 1989        | Frederick Rappaport                                     | Reza Badiyi        |
| 092     | Es geschah damals            | To Thine Own Self Be True | 15. Dez. 1986          | 2. Feb. 1989         | Patricia Green                                          | Helaine Head       |
| 093     | Das darf nicht sein          | Cost of Living            | 12. Jan. 1987          | 9. Feb. 1989         | Frank South and Joe Viola; Idee: Paul Ehrmann           | Al Waxman          |
| 094     | Umweltsünder                 | Waste Deep                | 19. Jan. 1987          | 16. Feb. 1989        | Michael Berlin and Eric Estrin                          | Claudia Weill      |
| 095     | Kleine Gefälligkeiten        | Favours                   | 26. Jan. 1987          | 23. Feb. 1989        | Frederick Rappaport                                     | Al Waxman          |
| 096     | Todesfall beim Sport         | Ahead of the Game         | 2. Feb. 1987           | 2. März 1989         | Allison Hock                                            | Joel Rosenzweig    |
| 097     | Gesteh es ein                | Easy Does It              | 9. Feb. 1987           | 9. März 1989         | Les Carter and Susan Sisko                              | Helaine Head       |
| 098     | Ein Fest für den Chef        | To Sir, With Love         | 16. Feb. 1987          | 16. März 1989        | Sandy Sprung and Marcy Vosburgh                         | Ray Danton         |
| 099     | Geheime Botschaft            | Divine Couriers           | 23. Feb. 1987          | 3. Okt. 1992         | Frederick Rappaport                                     | Sharron Miller     |
| 100     | Taubstummes Mädchen          | Right to Remain Silent    | 16. März 1987          | 30. März 1989        | David Abramowitz; Idee: Becky Cole and David Abramowitz | Sharron Miller     |
| 101     | Hinter Gittern               | Special Treatment         | 16. März 1987          | 6. Apr. 1989         | Allison Hock                                            | Jackie Cooper      |
| 102     | Gefährliches Sammlerstück    | Happiness is a Warm Gun   | 23. März 1987          | 13. Apr. 1989        | Joe Viola                                               | James Frawley      |
| 103     | Leben und Tod                | Turn, Turn, Turn (1)      | 30. März 1987          | 20. Apr. 1989        | Georgia Jeffries                                        | Sharron Miller     |
| 104     | Trink, Schwesterlein, trink… | Turn, Turn, Turn (2)      | 30. März 1987          | 27. Apr. 1989        | Shelley List and Jonathan Estrin                        | Sharron Miller     |

### Siebte Staffel
| Folge # | Deutscher Titel                | Originaltitel                | Erstausstrahlung (USA) | Erstausstrahlung (D) | Drehbuch                                                | Regie           |
| ------- | ------------------------------ | ---------------------------- | ---------------------- | -------------------- | ------------------------------------------------------- | --------------- |
| 105     | Ein Sozialfall                 | No Vacancy                   | 21. Sep. 1987          | 4. Mai 1989          | Eric Blakeney and Gene Miller                           | James Frawley   |
| 106     | Rassenprobleme                 | The City is Burning          | 28. Sep. 1987          | 11. Mai 1989         | Samm-Art Williams                                       | Helaine Head    |
| 107     | Nachbarschaftshilfe            | Loves Me Not                 | 5. Okt. 1987           | 18. Mai 1989         | Frank South                                             | Jonathan Estrin |
| 108     | Eine sonderbare Dame           | Different Drummer            | 19. Okt. 1987          | 25. Mai 1989         | Allison Hock                                            | Sharron Miller  |
| 109     | Aus Erfahrung klug             | You’ve Come a Long Way, Baby | 26. Okt. 1987          | 1. Juni 1989         | Frederick Rappaport                                     | Joel Rosenzweig |
| 110     | Eine Puppe ist gefragt         | Video Verite                 | 9. Nov. 1987           | 8. Juni 1989         | Eric Estrin and Michael Berlin                          | Jackie Cooper   |
| 111     | Die Show läuft                 | Greed                        | 16. Nov. 1987          | 15. Juni 1989        | Douglas Steinberg                                       | Nessa Hyams     |
| 112     | Überführt                      | Secrets                      | 23. Nov. 1987          | 5. Okt. 1989         | Joe Viola                                               | Reza Badiyi     |
| 113     | Ein persönlicher Fall          | Don’t I Know You?            | 5. Jan. 1988           | 12. Okt. 1989        | Kathryn Ford                                            | Sharron Miller  |
| 114     | Die grauen Panther             | Old Flames                   | 12. Jan. 1988          | 19. Okt. 1989        | Robert Bielak                                           | Reza Badiyi     |
| 115     | Der Stellvertreter             | Trading Places               | 19. Jan. 1988          | 26. Okt. 1989        | Wayne Powers and Donna Dottley Powers                   | James Frawley   |
| 116     | Verdacht auf Drogen            | Shadow of a Doubt            | 26. Jan. 1988          | 2. Nov. 1989         | Larry and Paul Barber                                   | Jackie Cooper   |
| 117     | Single bleibt Single           | Hello Goodbye                | 9. Feb. 1988           | 9. Nov. 1989         | P.K. Knelman                                            | Janet Davidson  |
| 118     | Verhörmethoden                 | School Daze                  | 16. Feb. 1988          | 16. Nov. 1989        | Allison Hock                                            | Jackie Cooper   |
| 119     | Turban-Lords                   | Land of the Free             | 23. Feb. 1988          | 23. Nov. 1989        | Sharon Elizabeth Doyle                                  | Stephen Macht   |
| 120     | Die Welt der Kunst             | A Class Act                  | 15. März 1988          | 7. Dez. 1989         | Wayne Powers and Donna Dottley Powers                   | James Frawley   |
| 121     | Jeden kann es treffen          | Button, Button               | 22. März 1988          | 21. Dez. 1989        | Michelle Ashford                                        | Al Waxman       |
| 122     | Dank dem Computer              | Amends                       | 29. März 1988          | 28. Dez. 1989        | Larry and Paul Barber                                   | Michael Caffey  |
| 123     | Die Versöhnung                 | Friendly Fire                | 5. Apr. 1988           | 10. Okt. 1995        | Shelley List and Jonathan Estrin                        | Reza Badiyi     |
| 124     | Im Börsengeschäft              | Yup                          | 2. Mai 1988            | 11. Okt. 1995        | Sharon Elizabeth Doyle                                  | Nancy Malone    |
| 125     | FBI schaltet sich ein – Teil 1 | A Fair Shake (1)             | 16. Mai 1988           | 4. Sep. 1990         | Barney Rosenzweig; Idee: Max Jack and Barney Rosenzweig | Reza Badiyi     |
| 126     | FBI schaltet sich ein – Teil 2 | A Fair Shake (2)             | 16. Mai 1988           | 4. Sep. 1990         | Max Jack; Idee: Barney Rosenzweig and Max Jack          | Reza Badiyi     |

### Fernsehfilme
| Film # | Deutscher Titel                              | Originaltitel                                      | Erstausstrahlung (USA) | Erstausstrahlung (D) | Drehbuch                          | Regie          |
| ------ | -------------------------------------------- | -------------------------------------------------- | ---------------------- | -------------------- | --------------------------------- | -------------- |
| 001    | Cagney & Lacey: Tödlicher Kaviar             | Cagney & Lacey: The Return                         | 6. Nov. 1994           | 28. Aug. 1996        | Terry Louise Fisher & Steve Brown | James Frawley  |
| 002    | Cagney & Lacey: Der Tote im Park             | Cagney & Lacey: Together Again                     | 2. Mai 1995            | 11. Sep. 1996        | Terry Louise Fisher & Steve Brown | Reza Badiyi    |
| 003    | Cagney & Lacey: Wer im Glashaus sitzt…       | Cagney & Lacey: The View Through the Glass Ceiling | 25. Okt. 1995          | 22. Okt. 1997        | Michelle Gallery                  | John Patterson |
| 004    | Cagney & Lacey: Und nichts als die Wahrheit… | Cagney & Lacey: True Convictions                   | 29. Jan. 1996          | 15. Okt. 1997        | Michelle Gallery                  | Lynne Littman  |

## Auszeichnungen
Die Serie erhielt zahlreiche Auszeichnungen, darunter 22 Emmy Awards und einen Golden Globe für die beiden Hauptdarstellerinnen.